# 島守村
島守村（しまもりむら）は、かつて青森県にあった村。現在の南郷大字島守および南郷大字頃巻沢にあたる。

## 沿革
- 1889年（明治22年）4月1日 - 町村制施行により三戸郡島守村、頃巻沢村が合併し、島守村が発足。
- 1957年（昭和32年）3月31日 - 三戸郡中沢村と合併して、南郷村となり消滅。